# ABLV Bank
De ABLV Bank is een van de grootste private banken in Letland.
In februari 2018 kwam deze bank in liquiditeitsproblemen als gevolg van Amerikaanse sancties.